# Kamehameha II
Kamehameha II (khoảng năm 1797 - 14 tháng 7 năm 1824) là vị vua thứ hai của Vương quốc Hawaii. Tên khai sinh của ông là Liholiho và tên đầy đủ của ông là Kalaninui kua Liholiho i ke kapu ʻIolani hay chỉ đơn giản được gọi là Iolani.
Trong thời gian cai trị của mình, ông bị người cô của mình: bà Kaʻahumanu ảnh hưởng rất nhiều. Ông thường được miêu tả là một ông vua xa xỉ, có nhiều chuyến công du tốn kém, ông còn dành nhiều tiền của để sắm tàu thuyền riêng của phương Tây cho bản thân mình.

## Ban đầu
Ông sinh vào tháng 11 năm 1797, ông là con trai cả của sáng tổ vương quốc: Kamehameha I với nhất phẩm hoàng hậu của ông ta: Keopuolani.

## Cai trị
Năm 1819, phụ vương ông: quốc vương Kamehameha I băng hà ở tuổi 67, di chiếu lập ông lên ngôi, lúc đó ông 22 tuổi. Ông lên ngôi, đổi tên lại thành Liholiho (còn được biết đến như Kamehameha II). Tuy nhiên, ông đã bị buộc phải chấp nhận quyền nhiếp chính từ bà Ka'ahumanu, nhị phẩm hoàng hậu của cha ông và cũng là cô của ông, bà Ka'ahumanu trở thành nhiếp chính cho vị vua trẻ với một chức danh mới là Kuhina Nui. Nhiếp chính Ka'ahumanu và Vua Liholiho đã bảo trợ cho các nhà truyền đạo Kitô giáo, sau khi họ đến vương quốc vào năm 1820. Ông còn được gọi là 'Ai Noa, quốc vương Liholiho cùng với người nhiếp chính là bà Ka'ahumanu đã phá vỡ luật kapu (những điều cấm kỵ) cổ đại, vốn đã ăn vào máu của người dân Hawaii trước đó. Ông đã cho phép người nam và nữ ăn chung với nhau. Trước đó, đàn ông và phụ nữ bị nghiêm cấm ăn cùng nhau, và ngoài ra nhiều loại thực phẩm bị cấm đối với phụ nữ. Bằng cách phô trương luật pháp một cách công khai, không thể bỏ qua thách thức của Liholiho đối với các vị thần.

## Qua đời
Vua Kamehameha II cùng nữ hoàng của mình là Kamamalu đi thuyền đến London để đến gặp vua George IV để bàn luận về một thỏa thuận liên minh giữa hai nước. Sau chuyến viếng thăm một nghi lễ của Quân đội Hoàng Gia Anh mà ở đó có rất nhiều nô lệ bị giam giữ, sau chuyến viến thăm đó, cả phái đoàn Hawaii và gồm cả nhà vua và hoàng hậu nhiễm trúng bệnh sởi.
Do đề kháng của người Hawaii bản địa không có kháng thể cho bệnh sởi nên chẳng lâu sau đó, nữ hoàng Kamamalu qua đời khi mới 22 tuổi, qua vài ngày sau đến lượt nhà vua qua đời vào ngày 14 tháng 7 năm 1824 khi mới 27 tuổi. Sau đó, thi hài của ông và vợ được gửi chuyển về Hawaii.